# 柴守正
柴守正（？年—？年），字本中，順天府霸州保定县人，軍籍。明朝政治人物。

## 生平
嘉靖四年（1525年）乙酉科順天府鄉試舉人，嘉靖五年（1526年）丙戌科第三甲第四名進士。授户部主事，督德州倉兼管商税。